# Naturschutzgebiet Lüchtenberg

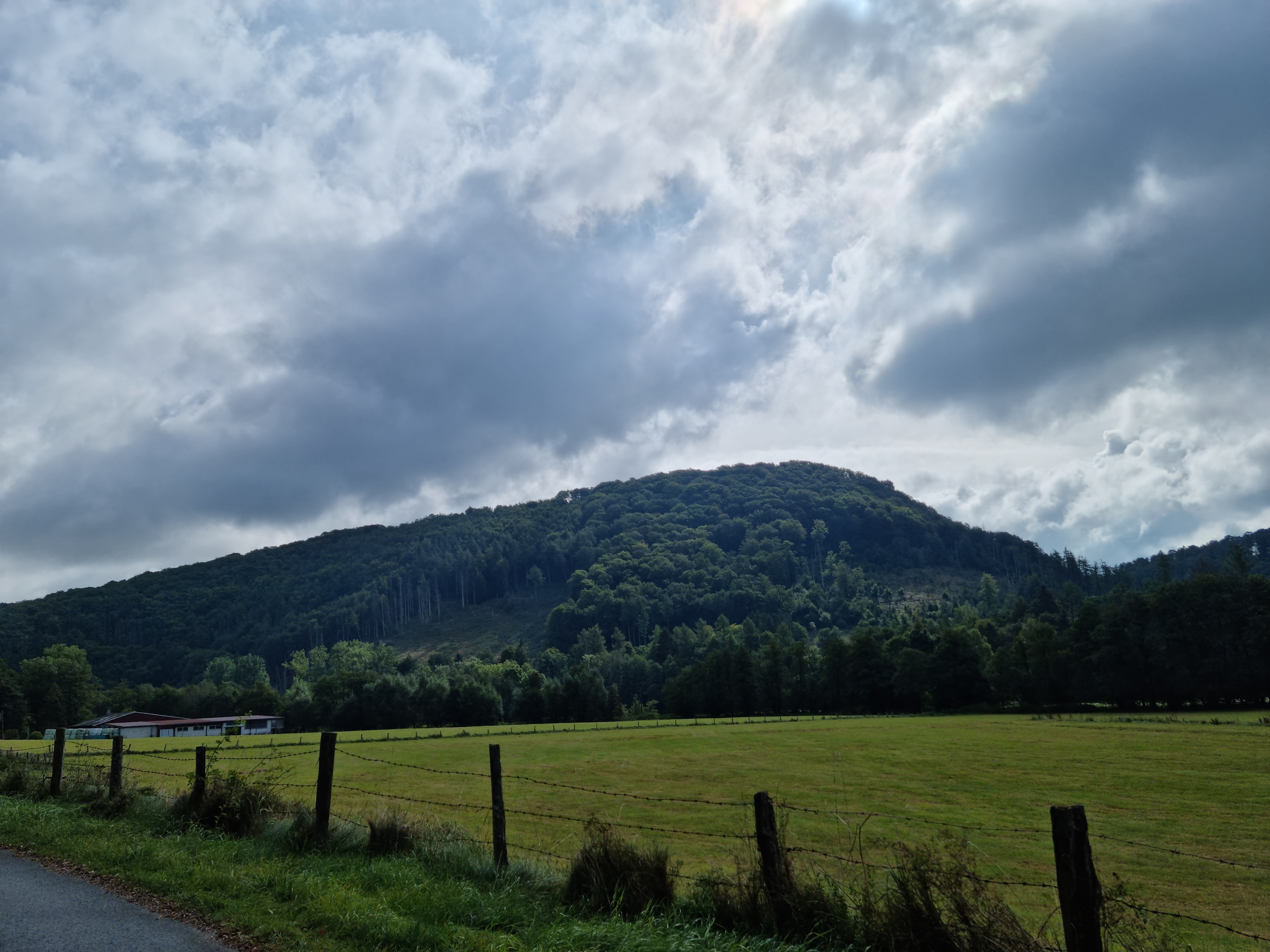
Der Lüchtenberg gesehen vom Weg im Diemeltal von Padberg zur Staumauer des Diemelsees

Das Naturschutzgebiet Lüchtenberg mit einer Größe von 33,5 ha liegt südlich von Padberg im Stadtgebiet von Marsberg im Hochsauerlandkreis. Das Gebiet wurde 2001 mit dem Landschaftsplan Hoppecketal durch den Hochsauerlandkreis als Naturschutzgebiet (NSG) ausgewiesen. Das NSG gehört zum seit 2004 ausgewiesenen FFH-Gebiet Wälder bei Padberg (DE 4518-302) mit 94 ha Größe. Das NSG gehört seit 2023 zum Vogelschutzgebiet Diemel- und Hoppecketal mit angrenzenden Wäldern.

## Gebietsbeschreibung
Beim NSG handelt es sich um einen Waldbereich mit Diabas-Felsbereichen. Der Wald besteht aus Rotbuchenwald.

## Schutzzweck
Das NSG soll den dortigen artenreichen Wald schützen. Wie bei allen Naturschutzgebieten in Deutschland wurde in der Schutzausweisung darauf hingewiesen, dass das Gebiet „wegen der Seltenheit, besonderen Eigenart und Schönheit des Gebietes“ zum Naturschutzgebiet wurde.